# Rolf Lautenbacher
Rolf Lautenbacher (* 17. April 1966 in Karlsruhe) ist ein ehemaliger deutscher Triathlet. Er ist ein  Ironman-Sieger (1998).

## Werdegang
Rolf Lautenbacher war in seiner Jugend als Tennisspieler aktiv, betrieb Triathlon seit 1989, war seit 1995 Profi und hat im Oktober 2008 seine Karriere mit 31 erfolgreich absolvierten Ironman-Distanzen beendet.
Zu den größten Erfolgen des Bruchsalers, der in fast zwei Jahrzehnten Triathlon an rund 250 Wettkämpfen teilgenommen hat, zählen Siege beim Ironman Lanzarote und dem Langdistanzrennen auf Ibiza, der sechste Platz bei der ITU-Langdistanz-Weltmeisterschaft 1998 in Japan sowie der Gewinn der Bronzemedaille 1995 bei der Europameisterschaft über die Langdistanz.

## Sportliche Erfolge
| Datum/Jahr    | Rang | Wettbewerb                                         | Austragungsort | Zeit     | Bemerkung             |
| ------------- | ---- | -------------------------------------------------- | -------------- | -------- | --------------------- |
| 19. Aug. 2007 | 10   | Ironman 70.3 Germany                               | Wiesbaden      |          |                       |
| 23. Juli 2001 | 2    | DTU Deutsche Meisterschaft Triathlon Mitteldistanz | Immenstadt     |          | beim Allgäu Triathlon |
| 22. Juli 2000 | 3    | DTU Deutsche Meisterschaft Triathlon Mitteldistanz | Immenstadt     | 04:28:46 | beim Allgäu Triathlon |

| Datum/Jahr   | Rang | Wettbewerb                                         | Austragungsort   | Zeit     | Bemerkung                                                                                     |
| ------------ | ---- | -------------------------------------------------- | ---------------- | -------- | --------------------------------------------------------------------------------------------- |
| 7. Juli 2008 | DNF  | Ironman Germany                                    | Frankfurt        | –        |                                                                                               |
| 2005         | 10   | Ironman Switzerland                                | Zürich           | 09:03:37 |                                                                                               |
| 21. Mai 2005 | DNF  | Ironman Lanzarote                                  | Playa del Carmen | –        |                                                                                               |
| 2003         | 7    | Ironman Switzerland                                | Zürich           |          |                                                                                               |
| 2002         | 3    | Almere-Triathlon                                   | Almere           | 08:40:13 |                                                                                               |
| 2001         | 2    | Almere-Triathlon                                   | Almere           | 08:28:14 |                                                                                               |
| 1999         | 3    | Ironman Switzerland                                | Zürich           |          |                                                                                               |
| 22. Mai 1999 | 5    | Ironman Lanzarote                                  | Playa del Carmen | 09:28:48 |                                                                                               |
| 23. Mai 1998 | 1    | Ironman Lanzarote                                  | Playa del Carmen | 08:52:33 | Sieg auf der Ironman-Langdistanz (3,86 km Schwimmen, 180,2 km Radfahren und 42,195 km Laufen) |
| 1998         | 9    | Ironman Europe                                     | Roth             | 08:37:51 |                                                                                               |
| 1998         | 6    | ITU Long Distance Triathlon World Championships    | Sado (Insel)     |          |                                                                                               |
| 1997         | 9    | Ironman Europe                                     | Roth             |          |                                                                                               |
| 1996         | 52   | Ironman Hawaii                                     | Hawaii           | 09:18:44 | Ironman World Championship                                                                    |
| 1996         | 11   | Ironman Europe                                     | Roth             | 08:38:00 |                                                                                               |
| 1995         | 3    | ETU Long Distance Triathlon European Championships | Jümme            | 08:13:33 | Neben dem Gewinn der Bronzemedaille wurde Lautenbacher hier auch Mannschafts-Europameister.   |
| 1993         | 60   | Ironman Hawaii                                     | Hawaii           | 09:28:13 | Ironman World Championship                                                                    |
| 1994         | 6    | Ironman Lanzarote                                  | Playa del Carmen | 08:58:09 |                                                                                               |
| 1993         | 176  | Ironman Hawaii                                     | Hawaii           | 09:40:12 | Ironman World Championship                                                                    |
| 1993         | 16   | Ironman Europe                                     | Roth             | 08:39:12 |                                                                                               |
| 1992         | 60   | Ironman Europe                                     | Roth             | 08:57:31 |                                                                                               |
| 1991         | 166  | Ironman Europe                                     | Roth             | 09:34:40 |                                                                                               |

(DNF – Did Not Finish)